# Huis Oijen
Huis Oijen of Huis Ooien is een oude kasteelboerderij in de buurtschap Oyen op de grens van Kessel en Baarlo in het midden van de Nederlandse provincie Limburg.

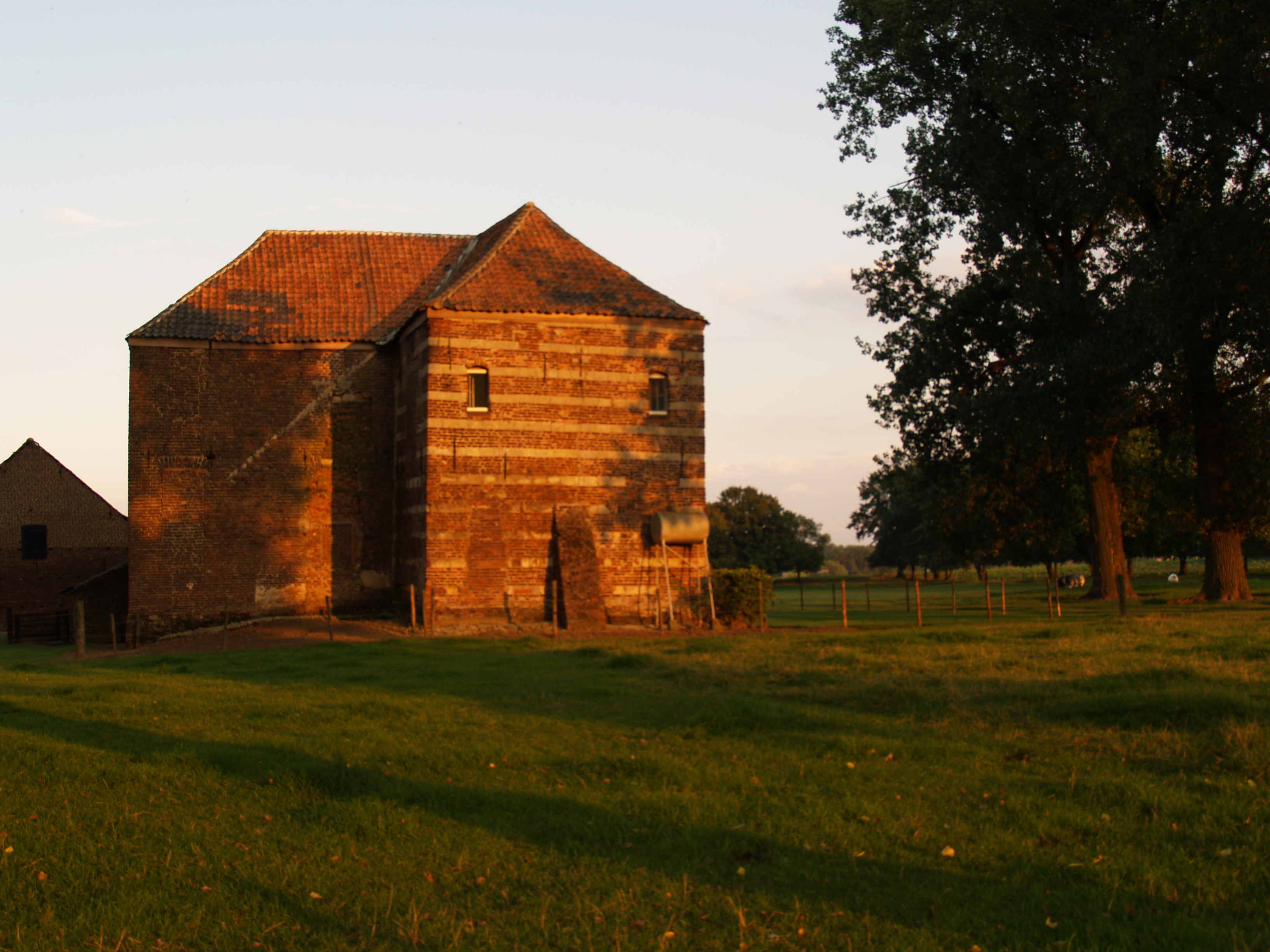
Huis Oyen

Heden vormen deze dorpen een onderdeel van de gemeente Peel en Maas in Nederlands Limburg. Over de oorsprong is weinig bekend maar de boerderij behoorde toe aan de heren van Kessel, maar was leenroerig aan de heren van het kasteel Broekhuizen. De eerste boerderij moet ergens voor 1500 gebouwd zijn. Godart van Kessel noemt dit goed bij zijn bezittingen in 1477. Het huidige gebouw is vermoedelijk tussen 1500-1550 gebouwd. Het gebouw staat in de buurtschap bekend als t Huuske oftewel huisje. Het bestaat uit lagen rode baksteen afgewisseld met lagen gele mergel ook wel bekend als speksteen. Op kaarten uit de 18e eeuw is te zien dat het gebouw toen nog omgracht was. Deze zijn in de jaren 1950 gedempt. Volgens sommige legendes zou het gebouw vroeger een versterkte boerderij zijn geweest maar de bouwkundige details zoals de geringe muurdikte wijzen daar niet op.
De boerderij is nu een rijksmonument.
Aan het begin van de oprijlaan naar het huis staat de Mariakapel